# Blick vom Rathausturm nach Süden

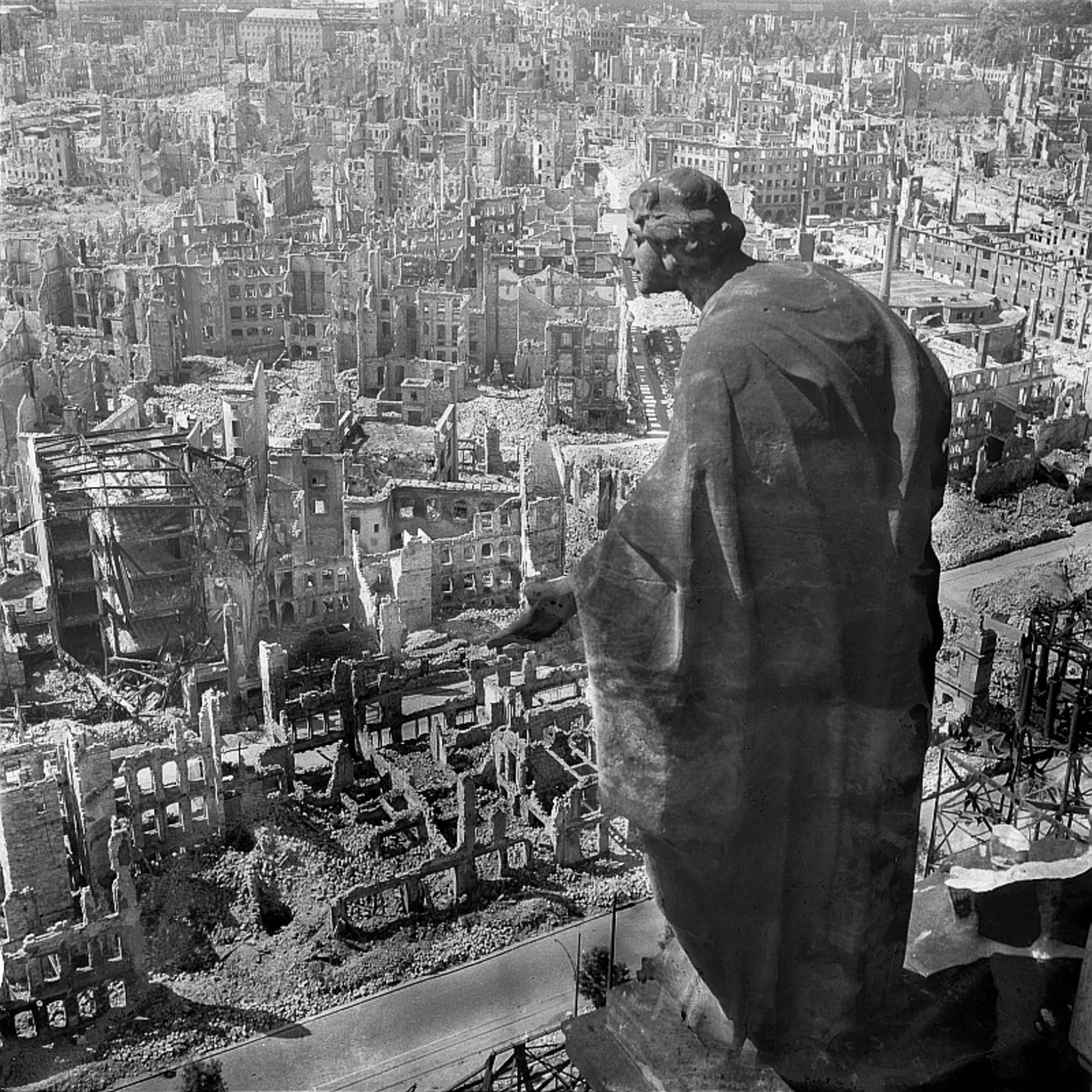
Richard Peter: Blick vom Rathausturm nach Süden, 1945. Das Bild ist oben leicht beschnitten.

Blick vom Rathausturm nach Süden ist eine Schwarzweißfotografie des deutschen Fotografen Richard Peter, die er im Herbst 1945 in Dresden aufnahm. Das Foto zeigt eine Figur des Turms des Neuen Rathauses sowie die Ruinen der Dresdner Altstadt, die bei Luftangriffen der Royal Air Force und der United States Army Air Forces im Februar 1945 weitestgehend zerstört worden war. Veröffentlicht wurde das Foto 1950 in Peters Bildband Dresden – eine Kamera klagt an, der die Zerstörung und den Wiederaufbau der Stadt dokumentieren sollte. Die Fotografie entwickelte sich gemeinsam mit zwei Aufnahmen desselben Motivs von Walter Hahn zu einem Symbol für die Zerstörung Dresdens sowie zu einer Ikone der deutschen Trümmerfotografie. Sie wurde in einer Vielzahl von Veröffentlichungen zum Thema verwendet und von anderen Fotografen nachgestellt.

## Entstehung
Zwischen dem 13. und dem 15. Februar flogen die britische Royal Air Force und die US-Army Air Forces vier Angriffswellen auf Dresden, bei denen die Innenstadt durch ein massives Bombardement und den anschließenden Feuersturm in weiten Teilen zerstört wurde. Bei den Angriffen verloren Schätzungen zufolge bis zu 25.000 Menschen ihr Leben. Richard Peter, in den 1920er und 1930er Jahren als Fotograf unter anderem für die Arbeiter-Illustrierte-Zeitung tätig, kehrte im September 1945 aus dem Krieg nach Dresden zurück. Sein Bildarchiv aus den 1930er Jahren war wie seine Kameraausrüstung bei der Zerstörung Dresdens vernichtet worden.
Mit einer Leica-Kamera begann er dennoch schnell, die Ruinen Dresdens zu dokumentieren. Nach eigener Aussage bestieg er dazu fast alle Türme der Innenstadt, um von dort aus Aufnahmen in der Vogelperspektive zu machen. Vom Rathausturm habe er es mehrfach versucht. Beim ersten Versuch sei eine Aufnahme wegen des Gegenlichts unmöglich gewesen. Beim zweiten Versuch habe er die Turmfigur entdeckt und eine  Stehleiter zwei Stockwerke hoch getragen, um an ein Fenster zu gelangen, durch das er die Figur in die Aufnahme Dresdens einbeziehen konnte. Die Aufnahme sei jedoch wegen stürzender Linien nicht zu gebrauchen gewesen. Er habe sich deshalb eine Rolleiflex besorgt, mit der beim dritten Versuch die Aufnahme des Blicks vom Rathausturm nach Süden gelang. Daneben nahm Peter auch Blicke in Richtung Norden und Osten auf.

## Beschreibung

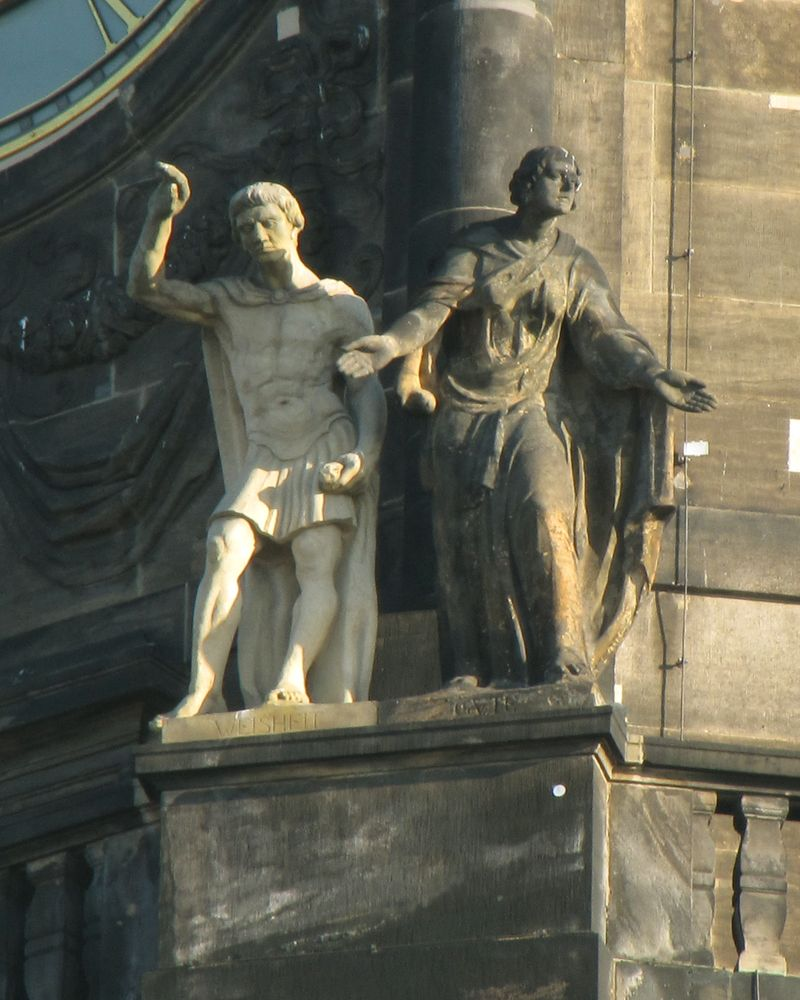
Die Tugendstatuen Güte (rechts) und Weisheit auf dem Rathausturm in Dresden. Die Weisheit fehlt auf Peters Foto, nur der Sockel ist zu sehen. Anscheinend war sie zuvor abgebrochen.

Der Vordergrund der quadratischen Fotografie wird auf der rechten Seite durch die Steinfigur der Güte dominiert, eine von sechzehn Tugendstatuen auf dem Turm des Dresdner Rathauses und eine von sechs, die der Bildhauer August Schreitmüller schuf. Die Frauenfigur, die sich dunkel vom Hintergrund abhebt, ist in Rückansicht zu sehen, neben ihrem Gewand ist nur der Kopf im Profil sowie die beschädigte linke Hand sichtbar. Die Figur blickt südsüdwestlich auf die Dresdner Altstadt hinab und zeigt mit der Hand auf deren Ruinen. Die Stadt erscheint menschenleer, unter den Ruinen ist fast kein bekanntes Gebäude Dresdens erkennbar, nur der Hintergrund zeigt schemenhaft den zerstörten Hauptbahnhof. Das Sonnenlicht fällt von links, also aus Osten, ein. Die Aufnahme wurde also an einem Vormittag gemacht.

## Veröffentlichung
Im Herbst 1946 illustrierten 14 Aufnahmen Peters einen Bericht über Dresden in der von der US-Militärregierung in Deutschland herausgegebenen Zeitschrift Heute. Darunter war auch eine Aufnahme vom Rathausturm mit Blick Richtung Süden, die fälschlicherweise als Aufnahme vom Turm der Hofkirche deklariert wurde. Es handelte sich aber nicht um das später berühmt gewordene Foto, sondern eine andere Aufnahme.
1945 gab der Rat der Stadt Dresden den Bildband Bilddokument Dresden 1933–1945 von Kurt Schaarschuch heraus, der bekannte Gebäude Dresdens vor und nach den Luftangriffen zeigte. Die 40.000 gedruckten Exemplare waren 1949 vergriffen. Eine für 1950 geplante Neuauflage scheiterte jedoch. Stattdessen erschien in der Dresdner Verlagsgesellschaft Richard Peters Dresden – eine Kamera klagt an in einer Auflage von 50.000 Exemplaren.
Der Bildband enthält 104 Schwarzweißaufnahmen, neun davon stammen von anderen Fotografen, namentlich Walter Hahn, Erich Pohl, Erich Höhne und Bernhard Braun. Der Abbildungsteil beginnt mit drei Nachtaufnahmen, die Dresden vor der Zerstörung zeigen. Der letzten, einer Abbildung des sogenannten Canaletto-Blicks, ist auf der Nachbarseite der Blick vom Rathausturm nach Süden gegenübergestellt, der die Ruinenbilder einleitet. Er nimmt die gesamte hochformatige Seite ein. Dafür wurde das Foto auf der linken Seite stark und den anderen drei Seiten leicht beschnitten, wodurch die Steinfigur stärker betont wird. Auf den Abschnitt mit Ruinenfotos folgen Aufnahmen der Dresdner Bevölkerung und der Flüchtlinge. Der Bildteil endet mit Aufnahmen vom Wiederaufbau der Stadt.
Statt eines eigentlich geplanten Vorworts Richard Peters wurde der Bildband durch das Gedicht Dresden von Max Zimmering eingeleitet, das propagandistische Züge trägt. Während der Sowjetunion, vertreten durch den Rotarmisten, für die Befreiung gedankt wird, wird für die Zerstörung Dresdens neben der „eigenen Schmach“ auch die „Wallstreet“, also der US-Kapitalismus, verantwortlich gemacht. Damit folgte das Gedicht einer Propagandastrategie, die von den Nationalsozialisten bereits kurz nach den Luftangriffen begonnen wurde. Dresden sei eine friedliche Stadt ohne Rüstungsindustrie gewesen, die Zerstörung der an Kulturschätzen reichen Stadt damit völlig sinnlos. Nach Ende des Krieges wurde diese Strategie auch von Politikern im Osten Deutschlands aufgegriffen. Für sie sei es das Ziel der Angriffe gewesen, den demokratischen Neuaufbau in der Sowjetischen Besatzungszone zu erschweren. Das Buch endet mit dem Stockholmer Appell des Ständigen Komitees des Weltkongresses der Kämpfer für den Frieden, einem Aufruf zur Ächtung der Atombombe und zur Verurteilung des Ersteinsatzes von Atomwaffen.
Der Blick vom Rathausturm war 1950 neben fünf anderen Fotos auf dem Werbeplakat für das Buch zu sehen, das mit dem Slogan „Jedem Deutschen dieses Buch“ warb. Während das Buchcover der ersten Ausgabe noch allein den Titel zeigte, war auf der 1980 herausgegebenen Neuauflage der Blick vom Rathausturm abgebildet.

## Analyse
Entgegen der eigentlichen Bedeutung der Steinfigur auf Peters Foto wird sie in der Rezeption des Fotos oft als Engel interpretiert. Mehrere Kunsthistoriker stellen beispielsweise eine Beziehung zwischen ihr und dem „Engel der Geschichte“ von Walter Benjamin her, den dieser bezugnehmend auf das Gemälde Angelus Novus von Paul Klee in seinem posthum veröffentlichten Aufsatz Über den Begriff der Geschichte beschrieben hatte. Dieser Engel blickt laut Benjamin auf die Vergangenheit und sieht darin „eine einzige Katastrophe, die unablässig Trümmer auf Trümmer häuft und sie ihm vor die Füße schleudert.“ Von einem Sturm, allgemein Fortschritt genannt, werde er aus dem Paradies Richtung Zukunft getrieben, der er den Rücken zukehre. Für den Historiker Christoph Hamann blickt auch die Rathausfigur auf die Trümmer einer Katastrophe zurück. Anders als bei Benjamin, bei dem das Paradies in der Vergangenheit liegt, werde bei Peters gemäß der Dramaturgie des Bildbands Dresden – Eine Kamera klagt an ein irdisches „Paradies“ in Form einer sozialistischen Gesellschaft für die Zukunft vorausgesagt.
Neben dem Rückblick auf Vergangenes deute die Handbewegung der Figur eine Aussage an. Welche Aussage das ist, bleibt offen und könne je nach den Bedürfnissen des Betrachters mit Bedeutung gefüllt werden. So könne es als Wehklage über die Zerstörung aber auch als Anklage an die Schuldigen, wahlweise die Nationalsozialisten, ihre Unterstützer oder die Bomberpiloten der Alliierten, interpretiert werden. Auch eine Mahnung vor der menschlichen Hybris oder ein himmlisches Verzeihen weltlicher Schuld seien möglich. Daneben hebt Hamann hervor, dass die Fotografie dem Rezeptionsbedürfnis in der Bundesrepublik der Nachkriegszeit entgegenkommen sei. Damals habe man sich zwar vom Nationalsozialismus abgegrenzt, dies aber gleichzeitig mit einer Amnestie für die Täter und die Deutschen verbunden. Zur dominanten Erinnerung an den Krieg war die Erinnerung an die Bombenangriffe geworden, die es ermöglichte, die Deutschen als Opfergemeinschaft darzustellen und Diskussionen über die eigene Verantwortung zu vermeiden. Durch das Fehlen von Menschen auf dem Bild erscheine die Zerstörung Dresdens als ein höheres Schicksal, die Frage nach der Schuld müsse auch hier nicht gestellt werden.

## Nachwirkung

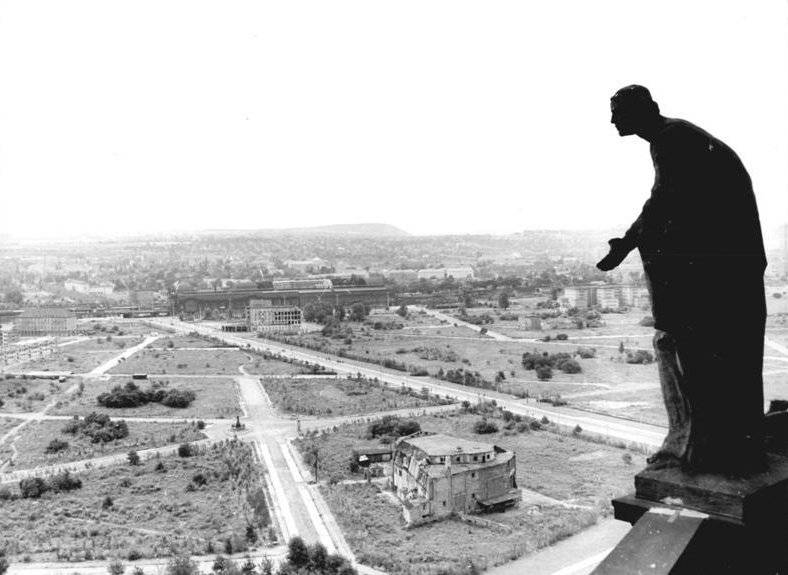
Der gleiche Blick nach der Trümmerberäumung, 1958

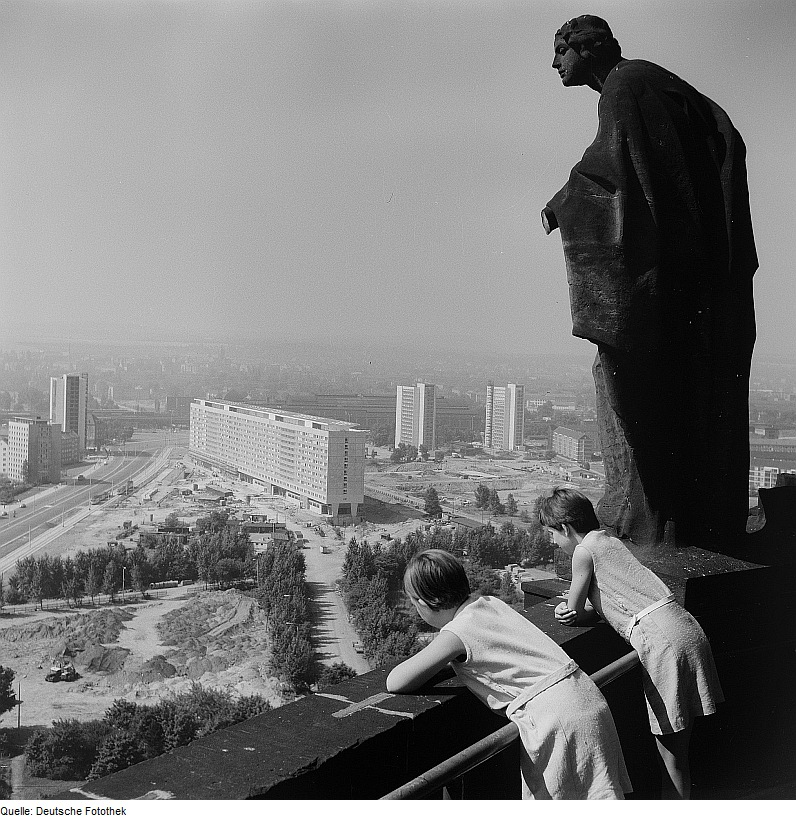
Richard Peter: Aufnahme vom Rathausturm aus nach Süden, um 1967

Das Negativ des Blicks vom Rathausturm nach Süden ist heute Teil der Sammlung der Deutschen Fotothek in Dresden. Von der zweiten, sehr ähnlichen Aufnahme Peters, die in der Zeitschrift Heute veröffentlicht worden war, existiert nur ein Positiv, das sich im Deutschen Historischen Museum in Berlin befindet.
Zahlreiche Fotografen fertigten Aufnahmen an, die Peters Blick vom Rathausturm ähneln. Ebenfalls 1945 entstanden Aufnahmen von Walter Hahn und Willi Roßner. Auf Hilmar Pabels Foto aus dem Jahr 1955 sind die Ruinen abgetragen und der Schutt geräumt, zu sehen sind nur noch die scheinbar sinnlosen Straßenzüge durch unbebautes Gebiet. Auch Richard Peter selbst stellte das Foto mehrmals nach. So dokumentierte er in den 1960er Jahren vom Rathausturm aus die neu entstandenen Plattenbauten der Prager Straße.
Das Motiv wurde zu einer Ikone der deutschen Trümmerfotografie und einem Symbolbild für die Zerstörung Dresdens und den Bombenkrieg allgemein. Zahlreiche Publikationen verwendeten wahlweise Peters Blick vom Rathausturm nach Süden oder eine der Aufnahmen Walter Hahns. Dazu zählen, neben bundesdeutschen Schulbüchern, zahlreiche Fachbücher, der Roman Schlachthof 5 oder Der Kinderkreuzzug von Kurt Vonnegut sowie diverse Presseerzeugnisse. Besonders häufig war das Motiv 2005 zum 60. Jahrestag der Bombenangriffe in den Medien zu sehen. Der 2006 ausgestrahlte ZDF-Zweiteiler Dresden, der die Luftangriffe mit einer fiktiven Liebesgeschichte verknüpft, zeigt eine Reminiszenz an das Motiv. Im Film blickt die Statue allerdings nicht auf die zerstörte Innenstadt, sondern vor den Angriffen auf eine der Elbbrücken, über die Flüchtlinge aus dem Osten laufen. Daneben wurde das Bild auch im politischen Kontext verwendet. Es erschien sowohl auf Plakaten und Flyern der NPD, die die Erinnerung an die Bombenangriffe für ihre Zwecke missbrauchte, als auch auf Flugblättern von Aktivisten, die sich gegen diesen Missbrauch einsetzen.